# Peter Šumi
Peter Šumi (Kranj, Eslovenia, 29 de junio de 1895-21 de mayo de 1981) fue un importante gimnasta artístico yugoslavo, triple campeón del mundo, entre los mundiales de Liubliana 1922 y Lyon 1926.

## Carrera deportiva
En el Mundial de Liubliana 1922 logró cuatro medallas: oro en anillas y la general individual, y plata en caballo con arcos y el concurso por equipos, donde los yugoslavos quedaron tras los checoslovacos y por delante de los franceses.
Cuatro años después, en el Mundial de Lyon 1926 gana dos medallas: oro en la general individual —por delante de los checoslovacos Jule Joseph Effenberger y Ladislav Vácha—y plata en equipo, de nuevo tras los checoslovacos y por delante de los franceses.
Por último, poniendo fin a esta exitosa carrera deportiva, en el Mundial de Luxemburgo 1930 consigue la plata en caballo con arcos.